# Николсон, Джимми
Джеймс Джо́зеф Ни́колсон (англ. James Joseph Nicholson; родился 27 февраля 1943, Белфаст), более известный как Джи́мми Ни́колсон (англ. Jimmy Nicholson) — североирландский футболист, хавбек. Воспитанник «Манчестер Юнайтед». Большую часть карьеры провёл в клубе «Хаддерсфилд Таун». Выступал за национальную сборную Северной Ирландии.

## Клубная карьера
Уроженец Белфаста, Николсон играл в местном любительском клубе «Бойленд Ют», где его заметил скаут «Манчестер Юнайтед» Боб Харпер. В мае 1958 года 15-летний Джимми стал игроком молодёжной академии «Манчестер Юнайтед». В феврале 1960 года, после наступления 17-летия, подписал свой первый профессиональный контракт с «Манчестер Юнайтед». Дебютировал в основном составе «Юнайтед» 24 августа 1960 года в матче Первого дивизиона против «Эвертона» на «Гудисон Парк». Через неделю, 31 августа, в ответном матче против «Эвертона» на «Олд Траффорд» забил первый в своей профессиональной карьере гол. Всего в сезоне 1960/61 провел за «Юнайтед» 37 матчей и забил 5 мячей. В юности он считался очень перспективным, креативным, работоспособным игроком, его называли наследником Дункана Эдвардса в «Манчестер Юнайтед» и Дэнни Бланчфлауэра — в национальной сборной. Однако свой потенциал в «Юнайтед» он реализовать не сумел. В сезоне 1961/62 из-за травм он провёл только 21 матч (17 в чемпионате), а в сезоне 1962/63 — только 10, проиграв конкуренцию в основном составе Нобби Стайлзу и новичку команды Пэту Креранду. За три сезона в составе «Юнайтед» провел 68 матчей и забил 6 мячей. В декабре 1964 года был продан в «Хаддерсфилд Таун» за 7500 фунтов.
В своём первом матче за «Хаддерсфилд» (против «Ипсвич Таун» на «Портмен Роуд»), который прошёл в день подарков 1964 года, Николсон забил гол в свои ворота, а его команда проиграла со счётом 3:2. Несмотря на неудачный дебют, Николсон сразу стал игроком основного состава «терьеров». В сезоне 1969/70 Николсон был капитаном «Хаддерсфилда», который выиграл Второй дивизион Футбольной лиги и вышел в высший дивизион. Следующие два сезона «терьеры» выступали в Первом дивизионе, но по итогам сезона 1971/72 команда выбыла во Второй дивизион, а уже в следующем сезоне выбыла в Третий дивизион. В общей сложности Николсон провёл в команде 11 сезонов, сыграв 310 матчей и забив 28 мячей.
В декабре 1973 года перешёл в клуб «Бери». В оставшейся части сезона 1973/74 помог своей новой команде занять 4-ю строчку в Четвёртом дивизионе, что гарантировало выход в Третий дивизион. Выступал за клуб до 1976 года, сыграв за него 95 официальных матчей во всех турнирах.
Впоследствии играл за клубы низших дивизионов «Моссли» и «Стейлибридж Селтик».

## Карьера в сборной
Защищал цвета Северной Ирландии в составе футбольных сборных разных возрастов: школьной сборной, второй сборной, сборной игроков до 23 лет и основной сборной.
В составе основной сборной Северной Ирландии дебютировал 9 ноября 1960 года в матче против сборной Шотландии.
Свою последнюю игру за сборную провёл 13 октября 1971 года, сыграв в матче отборочного турнира к чемпионату Европы против сборной СССР и забив гол в ворота Евгения Рудакова.
В общей сложности провёл 41 матч в составе сборной. Один раз был удалён (в матче отборочного турнира к чемпионату мира против Греции 17 октября 1961 года).

## После завершения карьеры
После завершения футбольной карьеры Джимми Николсон работал управляющим спортивно-развлекательного комплекса в Манчестере. 

## Достижения
Хаддерсфилд Таун
- Чемпион Второго дивизиона: 1969/70

 Бери
- Чемпион Четвёртого дивизиона: 1973/74